# Ralph Elmer Wilson
Ralph Elmer Wilson (14 april 1886 - 25 maart 1960) was een Amerikaans astronoom.
Hij behaalde zijn B.A. aan het Carleton College en studeerde verder in 1906 aan de Universiteit van Virginia. Wilson haalde daar in 1910 een Ph.D. met zijn onderzoek in het Leander Mccormick Observatory. Hij ging aan de slag op het Dudley Observatory om in 1939 te werken op het Mount Wilson Observatory. 
Vanaf 1929  werd hij editor van het Astronomical Journal en in 1950 werd hij verkozen in de National Academy of Sciences. 
Hij publiceerde verschillende artikels over absolute helderheid en eigenbeweging van sterren en ook dubbelsterren. De bekendste publicatie was  de General Catalogue of Stellar Radial Velocities uit 1953.
De krater Wilson op de maan werd naar hem en naar Alexander Wilson en Charles Wilson genoemd.
- Gemeinsame Normdatei: 1074702174
- International Standard Name Identifier: 0000 0000 8242 0535
- Library of Congress Control Number: n89627163
- Nationale Bibliotheek van Israël: 987007279510805171
- Nederlandse Thesaurus van Auteursnamen: 16262543X
- SNAC: w61z51bk
- Système universitaire de documentation: 166757063
- Virtual International Authority File: 58223188
- WorldCat: E39PBJqqy48kVvDTGBRVFVhJXd